# 마담 프루스트의 비밀정원
《마담 프루스트의 비밀정원》(프랑스어: Attila Marcel)은 실뱅 쇼메가 감독과 각본을 맡은 2013년 프랑스의 코미디 영화이다. 2013년 토론토 국제 영화제에서 특별 부문에 상영되었다.

## 줄거리
어릴 적에 부모를 모두 여읜 폴은 말을 잃은 채 두 이모와 함께 산다. 이모들은 폴을 세계적인 피아니스트로 만들려고 했지만 33살의 폴은 댄스교습소에서 피아노 연주를 하는 것이 전부이다. 그러던 어느 날 우연히 이웃 마담 프루스트의 집을 방문한 폴은 그녀가 키우는 작물로 우려낸 차와 마들렌 빵을 먹고 과거의 상처와 추억을 떠올리며 성장하게 된다.

## 출연
- 기욤 구익스 - 폴
- 안느 르 나이 - 마담 프루스트
- 베르나데트 라퐁 - 앤니 이모
- 헬렌 빙생 - 앤나 미모
- 루이 레고 - 무슈 코엘로
- 파니 투옹 - 아니타 마르셀
- 키 카잉 - 미셸 마르셀
- 장클로드 드레퓌스 - 무슈 크뤼진스키
- 시릴 쿠통 - 의사
- 빙생 데니아르 - 제제

## 공개
대한민국에서는 2014년 7월 24일 개봉하였으며, 2020년 6월 17일 기준 16만 2천 명의 관객 수를 동원하며 12억 7천 만원의 매출을 기록하였다. 이후 2016년과 2019년에 각각 재개봉하였다.